# Stazione di Caserta
Stazione di Caserta vasútállomás Olaszországban, Caserta településen.

## Vasútvonalak
Az állomást az alábbi vasútvonalak érintik:
- Róma–Cassino–Nápoly-vasútvonal
- Nápoly–Foggia-vasútvonal

## Kapcsolódó állomások
A vasútállomáshoz az alábbi állomások vannak a legközelebb:
- Stazione di Maddaloni Inferiore (Stazione di Napoli Campi Flegrei)
- Stazione di Santa Maria Capua Vetere (Stazione di Piedimonte Matese)
- Stazione di Recale
- Stazione di Maddaloni Superiore
- Stazione di Maddaloni Inferiore (Stazione di Napoli Centrale)